# The Wild, the Willing and the Innocent
The Wild, the Willing and the Innocent — девятый студийный альбом британской рок-группы UFO, выпущенный в 1981 году.

## Об альбоме
После выхода предыдущего альбома No Place to Run группу покинул гитарист и клавишник Пол Рэймонд, который присоединился к Michael Schenker Group. На его место был приглашен Джон Сломан, известный по работе с Uriah Heep. Сломан работал с группой около двух месяцев и записал некоторые партии клавишных, однако не был упомянут в оригинальной версии альбома. В августе 1980 Сломана заменил Нил Картер, выступавший ранее в группе Wild Horses.
Музыканты не стали приглашать продюсера и сами спродюсировали альбом. Альбом Брюса Спрингстина The Wild, the Innocent & the E Street Shuffle вдохновил Фила Могга на название.
Это последний альбом UFO с обложкой, которую выполнила студия Hipgnosis.
Ремастированная версия альбома была выпущена в 2009 году с тремя бонус-треками.

## Список композиций
| №                   | Название                                 | Автор(ы)                      | Длительность |
| ------------------- | ---------------------------------------- | ----------------------------- | ------------ |
| 1.                  | «Chains Chains»                          | Фил Могг, Пит Уэй             | 3:28         |
| 2.                  | «Long Gone»                              | Фил Могг, Пол Чэпмен          | 5:20         |
| 3.                  | «The Wild, The Willing and the Innocent» | Фил Могг, Пол Чэпмен          | 5:02         |
| 4.                  | «It’s Killing Me»                        | Фил Могг, Пит Уэй             | 4:32         |
| 5.                  | «Makin’ Moves»                           | Фил Могг, Пол Чэпмен          | 4:47         |
| 6.                  | «Lonely Heart»                           | Фил Могг, Пол Чэпмен, Пит Уэй | 5:02         |
| 7.                  | «Couldn’t Get It Right»                  | Фил Могг, Пол Чэпмен, Пит Уэй | 4:35         |
| 8.                  | «Profession of Violence»                 | Фил Могг, Пол Чэпмен          | 4:23         |
| Общая длительность: | Общая длительность:                      | Общая длительность:           | 37:06        |

| №                   | Название                           | Длительность |
| ------------------- | ---------------------------------- | ------------ |
| 9.                  | «Long Gone» (концертная версия)    | 5:28         |
| 10.                 | «Lonely Heart» (концертная версия) | 5:34         |
| 11.                 | «Makin’ Moves» (концертная версия) | 5:41         |
| Общая длительность: | Общая длительность:                | 53:52        |

## Участники записи
- Фил Могг — вокал, продюсирование
- Пол Чэпмен — соло-гитара, продюсирование
- Нил Картер — клавишные, ритм-гитара, саксофон на «Lonely Heart», продюсирование
- Пит Уэй — бас-гитара, продюсирование
- Энди Паркер — ударные, продюсирование

### Приглашенные музыканты
- Джон Сломан — клавишные
- Пол Бакмастер — оркестровка

## Позиция в чартах
Альбом
| Год  | Страна         | Чарт              | Позиция |
| ---- | -------------- | ----------------- | ------- |
| 1981 | Великобритания | UK Albums Chart   | 19      |
| 1981 | США            | Billboard 200     | 77      |
| 1981 | Швеция         | Sverigetopplistan | 27      |

Сингл
| Год  | Страна         | Название       | Чарт             | Позиция |
| ---- | -------------- | -------------- | ---------------- | ------- |
| 1981 | Великобритания | «Lonely Heart» | UK Singles Chart | 19      |